# Barth
Barth város Mecklenburg–Elő-Pomerániában.

## Történelem
II. Jaromar rügeni fejedelem emelte a települést város rangjára 1255-ben
1588 nyomtatnak a városban középalnémet nyelven egy bibliát ezer példányban, amiből ma még húsz létezik.
1943 - 1945 a város mellett volt egy koncentrációs tábor. Összességében, ez idő alatt mintegy 7.000 embert tartottak fogva táborban.

## Gazdaság
1936 óta a városnak van reptére. Hajógyári ipar volt a városban.

## Nevezetességei
Vineta-Múzeum, St. Jürgen a bibliával, technikai múzeum a volt cukorgyárban

## Testvérvárosai
- Simrishamn (Svédország)
- Bremervörde (Alsó-Szászország, Németország)
- Varel (Alsó-Szászország, Németország)
- Kołobrzeg (Lengyelország)

## Barth híres szülöttei
- Ferdinand Jühlke (1815–1893), műkertész
- Martha Müller-Grählert (1876–1939), író

## Fordítás
- Ez a szócikk részben vagy egészben a Barth című német Wikipédia-szócikk fordításán alapul.  Az eredeti cikk szerkesztőit annak laptörténete sorolja fel. Ez a jelzés csupán a megfogalmazás eredetét és a szerzői jogokat jelzi, nem szolgál a cikkben szereplő információk forrásmegjelöléseként.